# 朱爾斯 (伊利諾伊州)
朱爾斯（英語：Jules）是位於美國伊利諾伊州卡斯縣的一個非建制地區。該地的面積和人口皆未知。

## 地理
朱爾斯的座標為39°58′05″N 90°15′37″W / 39.96806°N 90.26028°W，而該地的平均海拔高度為187米（即614英尺）。